# Selmana
Selmana è un comune dell'Algeria, situato nella provincia di Djelfa.